# Gouvernement Kamoun II
Ve République
Gouvernement Kamoun I Gouvernement Kamoun III
Le gouvernement Kamoun 2 est le gouvernement de la République centrafricaine du 16 janvier au 20 juillet 2015. Il s’agit du troisième gouvernement nommé par la présidente de transition Catherine Samba-Panza.

## Composition
Le gouvernement de transition Kamoun est composé du Premier ministre, de 2 ministres d’État, 27 ministres et 2 ministres délégués.

### Premier ministre
- Premier ministre : Mahamat Kamoun

### Ministres d’État
- 1. Ministre d’État chargé de la défense nationale, de la restructuration des armées, des anciens combattants et victimes de guerre : Marie-Noëlle Koyara
- 2. Ministre d’État à la justice, garde des sceaux chargé de la réforme judiciaire et des Droits de l’Homme : Aristide Sokambi

### Ministres
- 3. Ministre des transports et de l’aviation civile : Arnaud Djoubane Abazène.
- 4. Ministre des finances et du budget : Assane Abdallah Kadré
- 5. Ministre des affaires étrangères de l’intégration africaine et de la francophonie: Toussaint Kongo-Doudou.
- 6. Ministre de l’économie du plan et de la coopération internationale : Florence Limbio
- 7. Ministre de l’éducation nationale et de l’enseignement technique : Éloi Anguimaté
- 8. Ministre du travail, de la sécurité sociale et de l’emploi : Gaston Makouzangba
- 9. Ministre des eaux forêts chasses et pêches : Isabelle Gaudeuille
- 10. Ministre de la santé et de la population : Margueritte Samba Maliavo
- 11. Ministre des postes des télécommunications chargé des nouvelles technologies : Bounandélé Koumba
- 12. Ministre de l’administration du territoire de la décentralisation et régionalisation : Modibo Bachir Walidou
- 13. Ministre du commerce de l’industrie et des petites et moyennes entreprises : Gertrude Zouta
- 14. Ministre des mines et de la géologie : Joseph Agbo
- 15. Ministre de l’enseignement supérieur et de la recherche scientifique : Bernard Simiti
- 16. Ministre de la Communication : Victor Waké
- 17. Ministre chargé du développement du monde rural : David Banzoukou
- 18. Ministre de la Sécurité publique de l’émigration-immigration : Nicaise Karnou-Samedi
- 19. Ministre des Travaux publics, de l’Equipement et de l’aménagement du territoire : Laurent Clair Malépou
- 20. Ministre de l’énergie et de l’hydraulique : Jacques Médard Mboliaédas
- 21. Ministre de la réconciliation, dialogue politique et de la promotion de la culture civique : Jeannette Déthoua
- 22. Ministre affaires sociales et de l’action humanitaire : Eugénie Yarafa
- 23. Ministre de l’urbanisme et des édifices publics : Dr. Jacques Ndemanga-Kamoune
- 24. Ministre de l’habitat et du logement : Gilbert Kogbrengbo
- 25. Ministre de l’environnement, de l’écologie et du développement durable : Robert Namsénéï
- 26. Ministre chargé du secrétariat du gouvernement des relations avec les institutions : Marc Mokopété
- 27. Ministre du tourisme des arts de la culture et de l’artisanat : Romaric Vomitiadé, puis Mauricette Monthé-Psimhis[3]
- 28. Ministre de la jeunesse et des sports : Armel Ningatoloum Sayo
- 29. Ministre de la Fonction publique : Odile Zitongo

### Ministres délégués
- 30. Ministre délégué à l’élevage : Mahamat Tahïb Yakoub.
- 31. Ministre délégué aux finances et au budget : Célestin Yanindji